# وانغ رونغ (أسرة جين)
وانغ رونغ من (أسرة جين) (بالانجليزية: Wang Rong (Jin dynasty))) السياسي الصيني من أسرة جين الحاكمة، والمضمنة في الحكماء السبعة في بستان الخيزران من مواليد 234، توفي 305 وكان على الأرجح من لانجيا بمقاطعة شاندونغ. مثل شان تاو، شغل أعلى المناصب في ولاية جين.

## حياتة
خدم وانغ رونغ في عهد أسرة جين كجنرال عسكري وشارك في غزو الدولة المنافسة لسلالة جين. قاد قواته بقدر ما في ووشانغ في عام 280، ثم اندمج جيش وانغ رونغ مع وانغ جون وتقدموا نحو العاصمة.